# Ultralcis fumida
Ultralcis fumida là một loài bướm đêm trong họ Geometridae.